# Dix-huitième district congressionnel de l'État de New York
 (février 2025).
Le 18e district congressionnel de New York est un district qui comprend les banlieues nord et les banlieues de la ville de New York. Il est actuellement représenté par le Démocrate Pat Ryan.
Le 18e district comprend tout le Comté d'Orange et la majorité des comtés de Dutchess et d'Ulster. Le district comprend les villes de Newburgh, Beacon, Kingston et Poughkeepsie.
Lors de la Primaire du Parti démocrate du 23 août 2022, Pat Ryan, county executive du Comté d'Ulster, a battu Aisha Mills et Moses Mugulusi. À la même date, Ryan a également battu Marc Molinaro (républicain), county executive du Comté de Dutchess, lors d'une élection spéciale pour pourvoir un siège vacant dans le district. Ce dernier a été considéré comme une victoire dans un district phare. Lors des élections générales du 8 novembre 2022, Ryan a battu le Républicain Colin Schmitt, membre de l'Assemblée de l'État de New York.
Le Républicain Molinaro s'est présenté dans la 19e circonscription congressionnel de New York aux élections générales de novembre et a battu le Démocrate Josh Riley. Le Représentant sortant Sean Patrick Maloney a changé sa circonscription électorale en 17e district de New York, après l'annonce des cartes de redécoupage.

## Historique de vote
Résultats sous les frontières actuelles (depuis 2023)
| Année | Poste     | Résultats               |
| ----- | --------- | ----------------------- |
| 2016  | Président | Clinton 47,9 % - 47,0 % |
| 2020  | Président | Biden 53,3 % - 45,0 %   |

## Liste des Représentants du district
Voici la liste des dix précédents cycles électoraux dans le district.

### 2002
| Membre                          | Parti                      | Années                             | Congrès     | Histoire électorale | Zone géographique                                    |
| ------------------------------- | -------------------------- | ---------------------------------- | ----------- | --- | ---------------------------------------------------- |
| District établit le 4 mars 1813 |                            |                                    |             | |                                                      |
| Moss Kent (en)                  | Fédéraliste                | 4 mars 1813 - 3 mars 1817          | 13e , 14e   | Élu en 1812. Réélu en 1814. | 1813–1823 Comtés de St. Lawrence, Jefferson et Lewis |
| David A. Ogden (en)             | Fédéraliste                | 4 mars 1817 - 3 mars 1819          | 15e         | Élu en 1816. Perd sa réélection. | 1813–1823 Comtés de St. Lawrence, Jefferson et Lewis |
| William Donnison Ford (en)      | Républicain-Démocrate      | 4 mars 1819 - 3 mars 1821          | 16e         | Élu en 1818. | 1813–1823 Comtés de St. Lawrence, Jefferson et Lewis |
| Vacant                          | Vacant                     | 4 mars 1821 - 3 décembre 1821      | 17e         | Des élections ont eu lieu en avril 1821. On ne sait pas exactement quand les résultats ont été annoncés | 1813–1823 Comtés de St. Lawrence, Jefferson et Lewis |
| Micah Sterling (en)             | Fédéraliste                | 3 décembre 1821 - 3 mars 1823      | 17e         | Élu en 1821. | 1813–1823 Comtés de St. Lawrence, Jefferson et Lewis |
| Henry C. Martindale (en)        | Républicain-Démocrate      | 4 mars 1821 - 3 mars 1823          | 18e - 21e   | Élu en 1822. Réélu en 1824. Réélu en 1826. Réélu en 1828. | 1823–1833 Comté de Washington                        |
| Henry C. Martindale (en)        | Anti-Jacksonien            | 4 mars 1825 - 3 mars 1831          | 18e - 21e   | Élu en 1822. Réélu en 1824. Réélu en 1826. Réélu en 1828. | 1823–1833 Comté de Washington                        |
| Nathaniel Pitcher (en)          | Jacksonien (en)            | 4 mars 1831 - 3 mars 1833          | 22e         | Élu en 1830. | 1823–1833 Comté de Washington                        |
| Daniel Wardwell (en)            | Jacksonien (en)            | 4 mars 1833 - 3 mars 1837          | 232e , 24e  | Redécoupage depuis le 20e district et réélu en 1832. Réélu en 1834. | 1833–1843                                            |
| Isaac H. Bronson (en)           | Démocrate                  | 4 mars 1837 - 3 mars 1839          | 25e         | Élu en 1836. | 1833–1843                                            |
| Thomas C. Chittenden (en)       | Whig                       | 4 mars 1839 - 3 mars 1843          | 26e , 27e   | Élu en 1838. Réélu en 1840. | 1833–1843                                            |
| Preston King (en)               | Démocrate                  | 4 mars 1843 - 3 mars 1847          | 28e , 29e   | Élu en 1842. Réélu en 1844. | 1843–1853                                            |
| William Collins (en)            | Démocrate                  | 4 mars 1847 - 3 mars 1849          | 30e         | Élu en 1846. | 1843–1853                                            |
| Preston King (en)               | Free Soil Party            | 4 mars 1849 - 3 mars 1853          | 31e , 32e   | Élu en 1848. Réélu en 1850. | 1843–1853                                            |
| Peter Rowe (en)                 | Démocrate                  | 4 mars 1853 - 3 mars 1855          | 33e         | Élu en 1852. | 1853–1863                                            |
| Thomas R. Horton (en)           | Opposition Party (en)      | 4 mars 1855 - 3 mars 1857          | 34e         | Élu en 1854. | 1853–1863                                            |
| Clark B. Cochrane (en)          | Républicain                | 4 mars 1857 - 3 mars 1861          | 35e , 36e   | Élu en 1856. Réélu en 1858. | 1853–1863                                            |
| Chauncey Vibbard (en)           | Démocrate                  | 4 mars 1861 - 3 mars 1863          | 37e         | Élu en 1860. | 1853–1863                                            |
| James M. Marvin (en)            | Républicain                | 4 mars 1863 - 3 mars 1869          | 38e - 40e   | Élu en 1862. Réélu en 1864. Réélu en 1866. | 1863–1873                                            |
| Stephen Sanford (en)            | Républicain                | 4 mars 1869 - 3 mars 1871          | 41e         | Élu en 1868. | 1863–1873                                            |
| John M. Carroll (en)            | Démocrate                  | 4 mars 1871 - 3 mars 1873          | 42e         | Élu en 1870. | 1863–1873                                            |
| William A. Wheeler              | Républicain                | 4 mars 1873 - 3 mars 1875          | 43e         | Élu en 1872. Redécoupage vers le 19e district. | 1873–1883                                            |
| Andrew Williams (en)            | Républicain                | 4 mars 1875 - 3 mars 1879          | 44e , 45e   | Élu en 1874. Réélu en 1876. | 1873–1883                                            |
| John Hammond (en)               | Républicain                | 4 mars 1879 - 3 mars 1883          | 46e , 47e   | Élu en 1878. Réélu en 1880. | 1873–1883                                            |
| Frederick A. Johnson (en)       | Républicain                | 4 mars 1883 - 3 mars 1885          | 48e         | Élu en 1882. Redécoupage vers le 21e district. | 1883–1899                                            |
| Henry G. Burleigh (en)          | Républicain                | 4 mars 1885 - 3 mars 1887          | 49e         | Redécoupage depuis le 17e district et réélu en 1884. | 1883–1899                                            |
| Edward W. Greenman (en)         | Démocrate                  | 4 mars 1887 - 3 mars 1889          | 50e         | Élu en 1886. | 1883–1899                                            |
| John A. Quackenbush (en)        | Républicain                | 4 mars 1889 - 3 mars 1893          | 51e , 52e   | Élu en 1888. Réélu en 1890. | 1883–1899                                            |
| Jacob LeFever (en)              | Républicain                | 4 mars 1893 - 3 mars 1897          | 53e , 54e   | Élu en 1892. Réélu en 1894. | 1893–1903                                            |
| John H. Ketcham                 | Républicain                | 4 mars 1897 - 3 mars 1903          | 55e - 57e   | Élu en 1896. Réélu en 1898. Réélu en 1900. Redécoupage vers le 21e district. | 1893–1903                                            |
| Joseph A. Goulden (en)          | Démocrate                  | 4 mars 1903 - 3 mars 1911          | 58e - 61e   | Élu en 1902. Réélu en 1904. Réélu en 1906. Réélu en 1908. | 1903–1913                                            |
| Stephen B. Ayres (en)           | Démocrate Indépendant (en) | 4 mars 1911 - 3 mars 1913          | 62e         | Élu en 1910. | 1903–1913                                            |
| Thomas G. Patten (en)           | Démocrate                  | 4 mars 1913 - 3 mars 1917          | 63e , 64e   | Redécoupage depuis le 15e district et réélu en 1912. Réélu en 1914. | 1913–1933                                            |
| George B. Francis (en)          | Républicain                | 4 mars 1917 - 3 mars 1919          | 65e         | Élu en 1916. | 1913–1933                                            |
| John F. Carew (en)              | Démocrate                  | 4 mars 1919 - 28 décembre 1929     | 66e - 71e   | Redécoupage depuis le 17e district et réélu en 1918. Réélu en 1920. Réélu en 1922. Réélu en 1924. Réélu en 1926. Réélu en 1928. Démissionne pour devenir Juge Assesseur de la Cour Suprême de New York.                                 | 1913–1933                                            |
| Vacant                          | Vacant                     | 28 décembre 1929 - 11 avril 1930   | 71e         | | 1913–1933                                            |
| Martin J. Kennedy (en)          | Démocrate                  | 11 avril 1930 - 3 janvier 1945     | 71e - 78e   | Élu pour terminer le mandat de Carew. Réélu en 1930. Réélu en 1932. Réélu en 1934. Réélu en 1936. Réélu en 1938. Réélu en 1940. Réélu en 1942.                                                                                          | 1913–1933                                            |
| Martin J. Kennedy (en)          | Démocrate                  | 11 avril 1930 - 3 janvier 1945     | 71e - 78e   | Élu pour terminer le mandat de Carew. Réélu en 1930. Réélu en 1932. Réélu en 1934. Réélu en 1936. Réélu en 1938. Réélu en 1940. Réélu en 1942.                                                                                          | 1933–1943                                            |
| Martin J. Kennedy (en)          | Démocrate                  | 11 avril 1930 - 3 janvier 1945     | 71e - 78e   | Élu pour terminer le mandat de Carew. Réélu en 1930. Réélu en 1932. Réélu en 1934. Réélu en 1936. Réélu en 1938. Réélu en 1940. Réélu en 1942.                                                                                          | 1943–1953                                            |
| Vito Marcantonio (en)           | American Labor Party       | 3 janvier 1945 - 3 janvier 1951    | 79e - 81e   | Redécoupage depuis le 20e district et réélu en 1944. Réélu en 1946. Réélu en 1948. |                                                      |
| James G. Donovan (en)           | Démocrate                  | 3 janvier 1951 - 3 janvier 1957    | 82e - 84e   | Élu en 1950. Réélu en 1952. Réélu en 1954. |                                                      |
| James G. Donovan (en)           | Démocrate                  | 3 janvier 1951 - 3 janvier 1957    | 82e - 84e   | Élu en 1950. Réélu en 1952. Réélu en 1954. | 1953–1963                                            |
| Alfred E. Santangelo (en)       | Démocrate                  | 3 janvier 1957 - 3 janvier 1963    | 85e - 87e   | Élu en 1956. Réélu en 1958. Réélu en 1960. |                                                      |
| Adam Clayton Powell Jr.         | Démocrate                  | 3 janvier 1963 - 3 janvier 1971    | 88e - 91e   | Redécoupage depuis le 16e district et réélu en 1962. Réélu en 1964. Réélu en 1966. Réélu en 1968. Perd sa renomination. | 1963–1973                                            |
| Charles Rangel                  | Démocrate                  | 3 janvier 1971 - 3 janvier 1973    | 92e         | Élu en 1970. Redécoupage vers le 19e district. | 1963–1973                                            |
| Ed Koch                         | Démocrate                  | 3 janvier 1973 - 31 décembre 1977  | 93e - 95e   | Redécoupage depuis le 17e district et réélu en 1972. Réélu en 1974. Réélu en 1976. Démissionne pour devenir Maire de New York City. | 1973–1983                                            |
| Vacant                          | Vacant                     | 1er janvier 1978 - 13 février 1978 | 95e         | | 1973–1983                                            |
| Bill Green (en)                 | Républicain                | 14 février 1978 - 3 janvier 1983   | 95e - 97e   | Élu pour terminer le mandat de Koch. Réélu en 1978. Réélu en 1980. Redécoupage vers le 15e district. | 1973–1983                                            |
| Robert Garcia (en)              | Démocrate                  | 3 janvier 1983 - 7 janvier 1990    | 98e - 101e  | Redécoupage depuis le 21e district et réélu en 1982. Réélu en 1984. Réélu en 1986. Réélu en 1988. Démissionne. | 1983–1993                                            |
| Vacant                          | Vacant                     | 8 janvier 1990 - 19 mars 1990      | 101e        | | 1983–1993                                            |
| José E. Serrano                 | Démocrate                  | 20 mars 1990 - 3 janvier 1993      | 101e , 102e | Élu pour terminer le mandat de Garcia. Réélu en 1990. Redécoupage vers le 16e district. | 1983–1993                                            |
| Nita Lowey                      | Démocrate                  | 3 janvier 1993 - 3 janvier 2013    | 103e - 112e | Redécoupage depuis le 20e district et réélue en 1992. Réélue en 1994. Réélue en 1996. Réélue en 1998. Réélue en 2000. Réélue en 2002. Réélue en 2004. Réélue en 2006. Réélue en 2008. Réélue en 2010. Redécoupage vers le 17e district. | 1993–2003                                            |
| Nita Lowey                      | Démocrate                  | 3 janvier 1993 - 3 janvier 2013    | 103e - 112e | Redécoupage depuis le 20e district et réélue en 1992. Réélue en 1994. Réélue en 1996. Réélue en 1998. Réélue en 2000. Réélue en 2002. Réélue en 2004. Réélue en 2006. Réélue en 2008. Réélue en 2010. Redécoupage vers le 17e district. | 2003–2013                                            |
| Sean Patrick Maloney            | Démocrate                  | 3 janvier 2013 - 3 janvier 2023    | 113e - 117e | Élu en 2012. Réélu en 2014. Réélu en 2016. Réélu en 2018. Réélu en 2020. Redécoupage vers le 17e district et perd sa réélection. | 2013–2023                                            |
| Pat Ryan                        | Démocrate                  | 3 janvier 2023 - Présent           | 118e        | Redécoupage depuis le 19e district et réélu en 2022. | 2023–2025 Catskills et milieu de la Hudson Valley    |

## Résultats des récentes élections
Voici les résultats des dix précédents cycles électoraux dans le district.

### 2004
| Élection de 2004 du 18e district congressionnel de New York | Élection de 2004 du 18e district congressionnel de New York | Élection de 2004 du 18e district congressionnel de New York | Élection de 2004 du 18e district congressionnel de New York | Élection de 2004 du 18e district congressionnel de New York |
| ----------------------------------------------------------- | ----------------------------------------------------------- | ----------------------------------------------------------- | ----------------------------------------------------------- | ----------------------------------------------------------- |
| Parti                                                       | Parti                                                       | Candidat                                                    | Votes                                                       | %                                                           |
|                                                             | Démocrate                                                   | Nita Lowey (sortante)                                       | 170 715                                                     | 69,8                                                        |
|                                                             | Républicain                                                 | Richard A. Hoffman                                          | 73 975                                                      | 30,2                                                        |
| Total des votes                                             | Total des votes                                             | Total des votes                                             | 244 690                                                     | 100 %                                                       |
|                                                             | Les Démocrates conservent                                   |                                                             |                                                             |                                                             |

### 2006
| Élection de 2006 du 18e district congressionnel de New York | Élection de 2006 du 18e district congressionnel de New York | Élection de 2006 du 18e district congressionnel de New York | Élection de 2006 du 18e district congressionnel de New York | Élection de 2006 du 18e district congressionnel de New York |
| ----------------------------------------------------------- | ----------------------------------------------------------- | ----------------------------------------------------------- | ----------------------------------------------------------- | ----------------------------------------------------------- |
| Parti                                                       | Parti                                                       | Candidat                                                    | Votes                                                       | %                                                           |
|                                                             | Démocrate                                                   | Nita Lowey (sortante)                                       | 124 256                                                     | 70,7                                                        |
|                                                             | Républicain                                                 | Richard A. Hoffman                                          | 51 450                                                      | 29,3                                                        |
| Total des votes                                             | Total des votes                                             | Total des votes                                             | 175 706                                                     | 100 %                                                       |
|                                                             | Les Démocrates conservent                                   |                                                             |                                                             |                                                             |

### 2008
| Élection de 2004 du 18e district congressionnel de New York | Élection de 2004 du 18e district congressionnel de New York | Élection de 2004 du 18e district congressionnel de New York | Élection de 2004 du 18e district congressionnel de New York | Élection de 2004 du 18e district congressionnel de New York |
| ----------------------------------------------------------- | ----------------------------------------------------------- | ----------------------------------------------------------- | ----------------------------------------------------------- | ----------------------------------------------------------- |
| Parti                                                       | Parti                                                       | Candidat                                                    | Votes                                                       | %                                                           |
|                                                             | Démocrate                                                   | Nita Lowey (sortante)                                       | 174 791                                                     | 68,5                                                        |
|                                                             | Républicain                                                 | Jim Russell                                                 | 80 498                                                      | 29,3                                                        |
| Total des votes                                             | Total des votes                                             | Total des votes                                             | 255 289                                                     | 100 %                                                       |
|                                                             | Les Démocrates conservent                                   |                                                             |                                                             |                                                             |

### 2010
| Élection de 2010 du 18e district congressionnel de New York | Élection de 2010 du 18e district congressionnel de New York | Élection de 2010 du 18e district congressionnel de New York | Élection de 2010 du 18e district congressionnel de New York | Élection de 2010 du 18e district congressionnel de New York |
| ----------------------------------------------------------- | ----------------------------------------------------------- | ----------------------------------------------------------- | ----------------------------------------------------------- | ----------------------------------------------------------- |
| Parti                                                       | Parti                                                       | Candidat                                                    | Votes                                                       | %                                                           |
|                                                             | Démocrate                                                   | Nita Lowey (sortante)                                       | 114 810                                                     | 58,2                                                        |
|                                                             | Républicain                                                 | Jim Russell                                                 | 70 015                                                      | 35,5                                                        |
| Total des votes                                             | Total des votes                                             | Total des votes                                             | 197 212                                                     | 100 %                                                       |
|                                                             | Les Démocrates conservent                                   |                                                             |                                                             |                                                             |

### 2012
| Élection de 2004 du 18e district congressionnel de New York | Élection de 2004 du 18e district congressionnel de New York | Élection de 2004 du 18e district congressionnel de New York | Élection de 2004 du 18e district congressionnel de New York | Élection de 2004 du 18e district congressionnel de New York |
| ----------------------------------------------------------- | ----------------------------------------------------------- | ----------------------------------------------------------- | ----------------------------------------------------------- | ----------------------------------------------------------- |
| Parti                                                       | Parti                                                       | Candidat                                                    | Votes                                                       | %                                                           |
|                                                             | Démocrate                                                   | Sean Patrick Maloney                                        | 130 462                                                     | 51,7                                                        |
|                                                             | Républicain                                                 | Nan Hayworth (sortant)                                      | 121 911                                                     | 48,3                                                        |
| Total des votes                                             | Total des votes                                             | Total des votes                                             | 252 373                                                     | 100 %                                                       |
|                                                             | Les Démocrates conservent aux Républicains                  |                                                             |                                                             |                                                             |

### 2014
| Élection de 2014 du 18e district congressionnel de New York | Élection de 2014 du 18e district congressionnel de New York | Élection de 2014 du 18e district congressionnel de New York | Élection de 2014 du 18e district congressionnel de New York | Élection de 2014 du 18e district congressionnel de New York |
| ----------------------------------------------------------- | ----------------------------------------------------------- | ----------------------------------------------------------- | ----------------------------------------------------------- | ----------------------------------------------------------- |
| Parti                                                       | Parti                                                       | Candidat                                                    | Votes                                                       | %                                                           |
|                                                             | Démocrate                                                   | Sean Patrick Maloney (sortant)                              | 84 415                                                      | 47,6                                                        |
|                                                             | Républicain                                                 | Nan Hayworth                                                | 81 625                                                      | 46,0                                                        |
|                                                             | Indépendant                                                 | Scott Smith                                                 | 4 924                                                       | 2,3                                                         |
| Total des votes                                             | Total des votes                                             | Total des votes                                             | 177 424                                                     | 100 %                                                       |
|                                                             | Les Démocrates conservent                                   |                                                             |                                                             |                                                             |

### 2016
| Élection de 2016 du 18e district congressionnel de New York | Élection de 2016 du 18e district congressionnel de New York | Élection de 2016 du 18e district congressionnel de New York | Élection de 2016 du 18e district congressionnel de New York | Élection de 2016 du 18e district congressionnel de New York |
| ----------------------------------------------------------- | ----------------------------------------------------------- | ----------------------------------------------------------- | ----------------------------------------------------------- | ----------------------------------------------------------- |
| Parti                                                       | Parti                                                       | Candidat                                                    | Votes                                                       | %                                                           |
|                                                             | Démocrate                                                   | Sean Patrick Maloney (sortant)                              | 162 060                                                     | 55,6                                                        |
|                                                             | Républicain                                                 | Phil Oliva                                                  | 129 369                                                     | 44,0                                                        |
| Total des votes                                             | Total des votes                                             | Total des votes                                             | 291 429                                                     | 100 %                                                       |
|                                                             | Les Démocrates conservent                                   |                                                             |                                                             |                                                             |

### 2018
| Élection de 2018 du 18e district congressionnel de New York | Élection de 2018 du 18e district congressionnel de New York | Élection de 2018 du 18e district congressionnel de New York | Élection de 2018 du 18e district congressionnel de New York | Élection de 2018 du 18e district congressionnel de New York |
| ----------------------------------------------------------- | ----------------------------------------------------------- | ----------------------------------------------------------- | ----------------------------------------------------------- | ----------------------------------------------------------- |
| Parti                                                       | Parti                                                       | Candidat                                                    | Votes                                                       | %                                                           |
|                                                             | Démocrate                                                   | Sean Patrick Maloney (sortant)                              | 139 564                                                     | 55,5                                                        |
|                                                             | Républicain                                                 | James O'Donnell                                             | 112 035                                                     | 44,5                                                        |
| Total des votes                                             | Total des votes                                             | Total des votes                                             | 251 599                                                     | 100 %                                                       |
|                                                             | Les Démocrates conservent                                   |                                                             |                                                             |                                                             |

### 2020
| Élection de 2020 du 18e district congressionnel de New York | Élection de 2020 du 18e district congressionnel de New York | Élection de 2020 du 18e district congressionnel de New York | Élection de 2020 du 18e district congressionnel de New York | Élection de 2020 du 18e district congressionnel de New York |
| ----------------------------------------------------------- | ----------------------------------------------------------- | ----------------------------------------------------------- | ----------------------------------------------------------- | ----------------------------------------------------------- |
| Parti                                                       | Parti                                                       | Candidat                                                    | Votes                                                       | %                                                           |
|                                                             | Démocrate                                                   | Sean Patrick Maloney (sortant)                              | 187 169                                                     | 55,8                                                        |
|                                                             | Républicain                                                 | Chele Farley                                                | 145 098                                                     | 43,2                                                        |
|                                                             | Libertarien                                                 | Scott Smith                                                 | 3 162                                                       | 1,0                                                         |
| Total des votes                                             | Total des votes                                             | Total des votes                                             | 335 429                                                     | 100 %                                                       |
|                                                             | Les Démocrates conservent                                   |                                                             |                                                             |                                                             |

### 2022
La Primaire Républicaine a été annulée, Colin Schmitt avance vers l'Élection Générale.
| Primaire Démocrate de 2022 du 18e district congressionnel de New York | Primaire Démocrate de 2022 du 18e district congressionnel de New York | Primaire Démocrate de 2022 du 18e district congressionnel de New York | Primaire Démocrate de 2022 du 18e district congressionnel de New York | Primaire Démocrate de 2022 du 18e district congressionnel de New York |
| --------------------------------------------------------------------- | --------------------------------------------------------------------- | --------------------------------------------------------------------- | --------------------------------------------------------------------- | --------------------------------------------------------------------- |
| Parti                                                                 | Parti                                                                 | Candidat                                                              | Votes                                                                 | %                                                                     |
|                                                                       | Démocrate                                                             | Pat Ryan (sortant)                                                    | 30 093                                                                | 83,8                                                                  |
|                                                                       | Démocrate                                                             | Aisha Mills                                                           | 4 730                                                                 | 13,2                                                                  |
|                                                                       | Démocrate                                                             | Moses Mugulusi                                                        | 993                                                                   | 2,7                                                                   |

| Élection de 2022 du 18e district congressionnel de New York | Élection de 2022 du 18e district congressionnel de New York | Élection de 2022 du 18e district congressionnel de New York | Élection de 2022 du 18e district congressionnel de New York | Élection de 2022 du 18e district congressionnel de New York |
| ----------------------------------------------------------- | ----------------------------------------------------------- | ----------------------------------------------------------- | ----------------------------------------------------------- | ----------------------------------------------------------- |
| Parti                                                       | Parti                                                       | Candidat                                                    | Votes                                                       | %                                                           |
|                                                             | Démocrate                                                   | Pat Ryan (sortant)                                          | 135 245                                                     | 50,6                                                        |
|                                                             | Républicain                                                 | Colin Schmitt                                               | 131 653                                                     | 49,3                                                        |
|                                                             | Write-In                                                    | Write-In                                                    | 155                                                         | 0,1                                                         |
| Total des votes                                             | Total des votes                                             | Total des votes                                             | 267 053                                                     | 100 %                                                       |
|                                                             | Les Démocrates conservent                                   |                                                             |                                                             |                                                             |

### 2024
Les Primaires Démocrates et Républicaines ont été annulées. Pat Ryan (D-Sortant) et Alison Esposito (R) avancent vers l'Élection Générale.
| Élection de 2024 du 18e district congressionnel de New York | Élection de 2024 du 18e district congressionnel de New York | Élection de 2024 du 18e district congressionnel de New York | Élection de 2024 du 18e district congressionnel de New York | Élection de 2024 du 18e district congressionnel de New York |
| ----------------------------------------------------------- | ----------------------------------------------------------- | ----------------------------------------------------------- | ----------------------------------------------------------- | ----------------------------------------------------------- |
| Parti                                                       | Parti                                                       | Candidat                                                    | Votes                                                       | %                                                           |
|                                                             | Démocrate                                                   | Pat Ryan (sortant)                                          | TBD                                                         | TBD                                                         |
|                                                             | Républicain                                                 | Alison Esposito                                             | TBD                                                         | TBD                                                         |
| Total des votes                                             | Total des votes                                             | Total des votes                                             | TBD                                                         | 100 %                                                       |
|                                                             |                                                             |                                                             |                                                             |                                                             |

## Frontières historiques du district
Le 18e district a été créé en 1813. Pendant de nombreuses années, il fut le district du haut de Manhattan. C'était le siège du côté est de Manhattan dans les années 1970, puis un district du Bronx dans les années 1980. Après la refonte de 1992, il est devenu un district basé à Westchester avec un couloir étroit traversant le Bronx et une grande partie du centre du Queens. La refonte de 2002 a donné ces zones du Queens au 5e district et le 18e a absorbé certaines zones de Rockland en raison de la déconstruction de l'ancien 20e district d'Orange-Rockland. En 2012, la perte de population à New York a poussé le district plus au nord, dans la banlieue médiane de la vallée de l'Hudson. De 2002 à 2013, le 18e district comprenait la majeure partie du Comté de Westchester et une partie du Comté de Rockland. Il comprenait Larchmont, Mamaroneck, New Rochelle, Ossining, la ville de Pelham, Scarsdale, Tarrytown, White Plains ainsi que la plupart de New City et Yonkers.
La circonscription redessinée est composée des pourcentages d'électeurs suivants des circonscriptions du Congrès de 2003 à 2013 : 1 pour cent de la 18e circonscription ; 76 pour cent du 18e district ; 2 pour cent du 20e district ; et 21 pour cent du 22e district.[7]
Depuis 2012, la circonscription est un indicateur présidentiel, votant à chaque fois pour le vainqueur.[8]
1853 - 1873 : Montgomery
1913 - 1983 : Parties de Manhattan
1983 - 1993 : Parties du Bronx
1993 - 2003 : Parties du Bronx, Queens et Westchester
2003- 2013 : Parties de Rockland et Westchester
2013 - 2023 : La totalité d'Orange et Putnham ; Parties de Dutchess et Westchester
2023 - Présent : La totalité d'Orange ; Parties de Dutchess et Westchester